# Убежище за любовта
„Убежище за любовта“ (на испански: Un refugio para el amor) е мексиканска теленовела от 2012 г., режисирана от Едуардо Саид и Ана Лорена Перес-Риос, и продуцирана от Игнасио Сада Мадеро за Телевиса. Адаптация е на венецуелската теленовела La Zulianita, създадена от Делия Фиайо.
В главните роли са Сурия Вега и Габриел Сото, а в отрицателните – Лаура Флорес и Джесика Коч.

## Сюжет
Това е история за младата и красива Лусиана Хасинто, и за всичките препятствия, които съдбата поставя на пътя ѝ.
Момичето заминава да работи в Мексико, заради дон Акилес, началник на селото, където е отраснала. Дон Акилес е зъл човек, който е обсебен от Лусиана, и непрекъснато я тормози. Затова Лусиана е принудена да избяга от селото, като оставя след себе си майка ѝ, доня Пас, и по-малкия си брат, Лоренсо.
Лусиана, след не много хубав старт в големия град, получава работа като прислужница в дома на милионерите Торесланда. Там, Лусиана среща Патрисио, втория син в семейството, който е станал инвалид заради ужасяващ инцидент по време на изкачване в планината. Патрисио и Лусиана стават големи приятели, най-малката дъщеря на семейството, също съчувства на момичето.
Родриго, най-възрастният син на Торесланда, е красив млад мъж, който има репутацията на женкар, който е сгоден за Гала, амбициозно и фриволно момиче. Когато Родриго се запознава с новата прислужница, той е привлечен от красотата и невинността ѝ. Но не всички в дома на Торесланда са доволни от присъствието на Лусиана. Майката в семейството, Роса Елена, забелязва, че синът ѝ е привлечен от прислужницата. Най-накрая, Родриго признава на семейството си, че обича Лусиана, и че ще скъса с Гала.
Обаче, Гала и Роса Елена не седят безучастно. Безскрупулните жени внушават на Родриго, че той е само една авантюра за Лусиана, и че тя иска само да се добере до парите му. Гала и Роса Елена обвиняват Лусиана за лъжкиня, защото има повдигнати обвинения срещу нея от клиенти на бордея в който е работила, преди да пристигне в дома им. В крайна сметка, Родриго се поддава на манипулацията и се изправя срещу Лусиана. Тя от своя страна прави опити да се защити, но обзет от гнева, Родриго я гони от дома и живота си.
С разбито сърце, Лусиана остава на улицата. Не след дълго се запознава с адвоката Клаудио Линарес, който поема делото. Клаудио дава цялата си подкрепа на бедното момиче. Но тази връзка между двамата е много по-силна, защото Клаудио е биологичният баща на Лусиана, и има свои причини за отмъщение на Торесланда – лежал години в затвора за измама, която не е извършил заради Максимино, бащата в семейство Торесланда, който е присвоил богатството му. Освен това, докато е бебе Лусиана е отнета от биологичната ѝ майка Аурора, и е дадена от Роса Елена на Пас, която е съпруга на бившия им градинар, Галдино.
Рано или късно, ще настъпи моментът на сблъсък между Лусиана и Родриго, който, въпреки всичко, не е спирал да я обича. Ще могат ли двамата да изградят свое убежище на любовта си, което да устои на интригите на Роса Елена, Гала и Максимино?

## Актьори
Част от актьорския състав:
- Сурия Вега – Лусиана Хасинто Флорес / Лусиана Линарес Таланкон
- Габриел Сото – Родриго Торесланда Фуентес-Хил
- Лаура Флорес – Роса Елена Фуентес-Хил де Торесланда
- Роберто Бландон – Максимино Торесланда
- Сайде Силвия Гутиерес – Пас Флорес вдовица де Хасинто
- Джесика Коч – Гала Виявисенсио Уилямс
- Франсес Ондивиела – Хулиета Уилямс вдовица де Виявисенсио
- Марикрус Нахера – Матилде
- Лус Мария Херес – Констанса Фуентес-Хил вдовица де Сан Еметерио
- Давид Остроски – Клаудио Линарес
- Умберто Елисондо – Акилес Труеба Тахонар
- Брандон Пениче – Патрисио Торесланда Фуентес-Хил
- Хосе Карлос Руис – Галдино Хасинто
- Анхелина Пелаес – Сабина
- Сокоро Бония – Магдалена Рамос
- Хари Гейтнер – Оскар Гайтан
- Нора Салинас – Аурора Таланкон де Линарес
- Салвадор Санчес – Дон Чело

## Премиера
Премиерата на Убежище за любовта е на 6 февруари 2012 г. по Canal de las Estrellas. Последният 165. епизод е излъчен на 23 септември 2012 г.

## Адаптации
- Аржентинската теленовела María de nadie от 1986 г. С участието на Гресия Колменарес, Хорхе Мартинес и Сесилия Сенси.
- Венецуелската теленовела Maribel от 1989 г. С участието на Татяна Капоте, Луис Хосе Сантандер и Лилибет Морийо.
- Мексиканската теленовела Морелия от 1995 г. С участието на Арфа Акоста, Артуро Пениче и Сесилия Болоко.